# Mediomastus fragilis
Mediomastus fragilis é uma espécie de anelídeo pertencente à família Capitellidae.
A autoridade científica da espécie é Rasmussen, tendo sido descrita no ano de 1973.
Trata-se de uma espécie presente no território português, incluindo a sua zona económica exclusiva.